# Redactor-șef

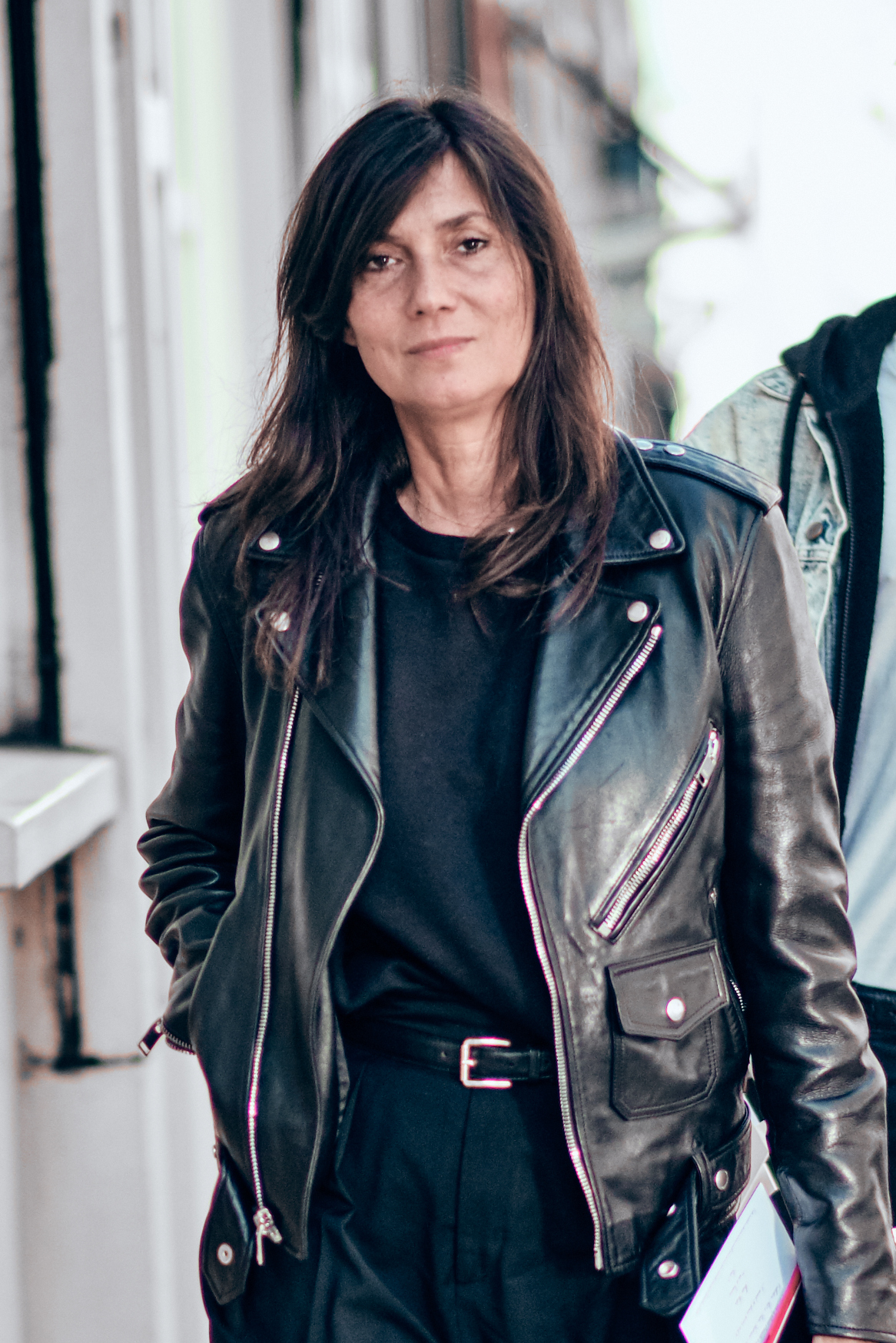
Emmanuelle Alt, fostul redactor-șef al revistei Vogue Paris

Un redactor-șef este șeful editorial al publicației, având responsabilitatea finală pentru toate operațiunile jurnalistice și politicile acesteia. Redactorul șef conduce colectivul de redacție și este responsabil pentru delegarea de sarcini membrilor personalului (redactori, tehnoredactori, fotoreporteri) și gestionarea lor. Redactorul-șef face zilnic planul editorial al ziarului (stabilește ce articole se publică în ziar și împărțirea articolelor pe pagini), ce subiecte sunt investigate și felul în care resursele redacției sunt alocate. De asemenea, redactorul-șef coordonează ședințele colectivului de redacție. De aceea atribuțiile postului de redactor-șef sunt prezente pentru ziare, reviste, anuare, și programe de știri de televiziune. Unele organizații de știri folosesc însă, în schimb termenul de "editor executiv" sau "director editorial".
Termenul de redactor-șef este, de asemenea, aplicat la reviste academice, caz în care redactorul-șef este cel din urmă care decide dacă un manuscris depus va fi publicat. Această decizie este luată de redactorul-șef după ce caută informații la comentatori selectați pe bază de experiență în domeniu.
Printre responsabilitățile tipice ale redactorului-șef se numără:
- Coordonarea colectivului redacțional [4]
- Realizarea planului editorial
- Asigurarea obiectivității jurnalistice a conținutului editorial
- Verificare de fapte (fact checking), ortografie, gramatică, stilul de scriere, design al paginilor și fotografii
- Respingerea scrierilor care par a fi plagiate, publicate în altă parte, sau de puțin interes pentru cititori
- Editarea de conținut
- Contribuirea cu conținut editorial
- Motivarea și dezvoltarea colectivului redacțional
- Asigurarea că produsul final (ziar, revistă etc.) este complet și nu există omisiuni
- Primirea reclamațiilor de la cititori, interacțiunea cu aceștia și asumarea responsabilității pentru eventuale probleme
- Pentru redactorii de cărți sau reviste, verificări încrucișate de citate și examinare de referințe